# 柔吸口魚
柔吸口魚（學名：Moxostoma pappillosum），為輻鰭魚綱鯉形目亞口魚科的其中一種，為溫帶淡水魚，分布於北美洲美國維吉尼亞州的Roanoke河到南卡羅萊納州的Santee河流域，體長可達45公分，棲息在岩石底質的溪流，生活習性不明。